# Anna Melato
Anna Melato (ur. 18 maja 1952 w Mediolanie) – włoska aktorka i piosenkarka

## Filmografia
- 1973: Love and Anarchy
- 1977: Casotto
- 1979: Ze Pezzi Pane di
- 1982: II matrimonio di Caterina
- 1982: Eccezzziunale veramente
- 1982: Dancing Paradise
- 1982: Aiutami sognare
- 1983: Chi mi aiula?
- 1984: Chewingum
- 1985: Caccia al Ladro d'autore
- 1986: Una donna Venezia
- 1987: II Commissario Corso
- 1987: Quelli del cosco
- 1987: Fuga senza fine
- 1991: Ma non per sempre
- 1995: Bidoni
- 1996: Infitrato
- 1998: Grazie di tutto
- 1999: Dzieło Secolo
- 2001: Senza Fitro
- 2002: Incantesimo
- 2004: Amanti e Segreti
- 2004-2007: La stagione dei delitti

## Dyskografia
- Canzone areabbiata / Antonio Soffiantini Detto Tunin
- Punto d'incontro / La notte fu
- Dormitorio pubblico / Punto d'incontro
- Sta piovendo Dolcemente (Festival di Sanremo) Faccia di pietra
- Wola / Madame Marilou
- Comunque sia / La mia pelle
- Poco e malefficiente / Dove Credi di andare
- Sto da sola / Rudy rap (Cam)

## Życie osobiste
Jej siostrą była aktorka Mariangela Melato.